# 신광초등학교 (충남)
신광초등학교는 대한민국 충청남도 아산시에 있는 공립 초등학교이다.

## 학교 연혁
- 1947년 9월 1일 신창국민학교 득산분교장 개교
- 1967년 4월 1일 신광국민학교 승격 인가
- 1982년 3월 10일 병설유치원 개원
- 1983.02.15 온양시로 편입
- 1996.03.01 신광초등학교로 명칭 변경
- 2020년 1월 8일 제53회 신광초등학교 졸업(48명) (총 4,729명)

## 참고 자료
- 신광초등학교 - 한국교육학술정보원 학교알리미